# Harale, Covasna
Harale ( în maghiară Haraly ) este un sat în comuna Ghelința din județul Covasna, Transilvania, România. Se află în partea de est a județului, în Depresiunea Târgu Secuiesc, la poalele vestice ale munților Vrancei, la o distanță de 13 km sud-est de municipiul Târgu Secuiesc.

## Istoric
În satul Harale există o biserică romano-catolică construită în secolul al XV-lea și lărgită în anul 1796 în stil baroc. În 1865 biserica a fost renovată, iar în 1978 a fost descoperită o frescă. În 1899 satul a fost lovit de un incendiu.

## Economia
Harale a fost satul dogarilor. Satul avea o activitate economică intensă, din care o mică parte se poate observa și astăzi.
Între cele două războaie mondiale lucrau aici mai mult de 30 de dogari.

## Galerie de imagini

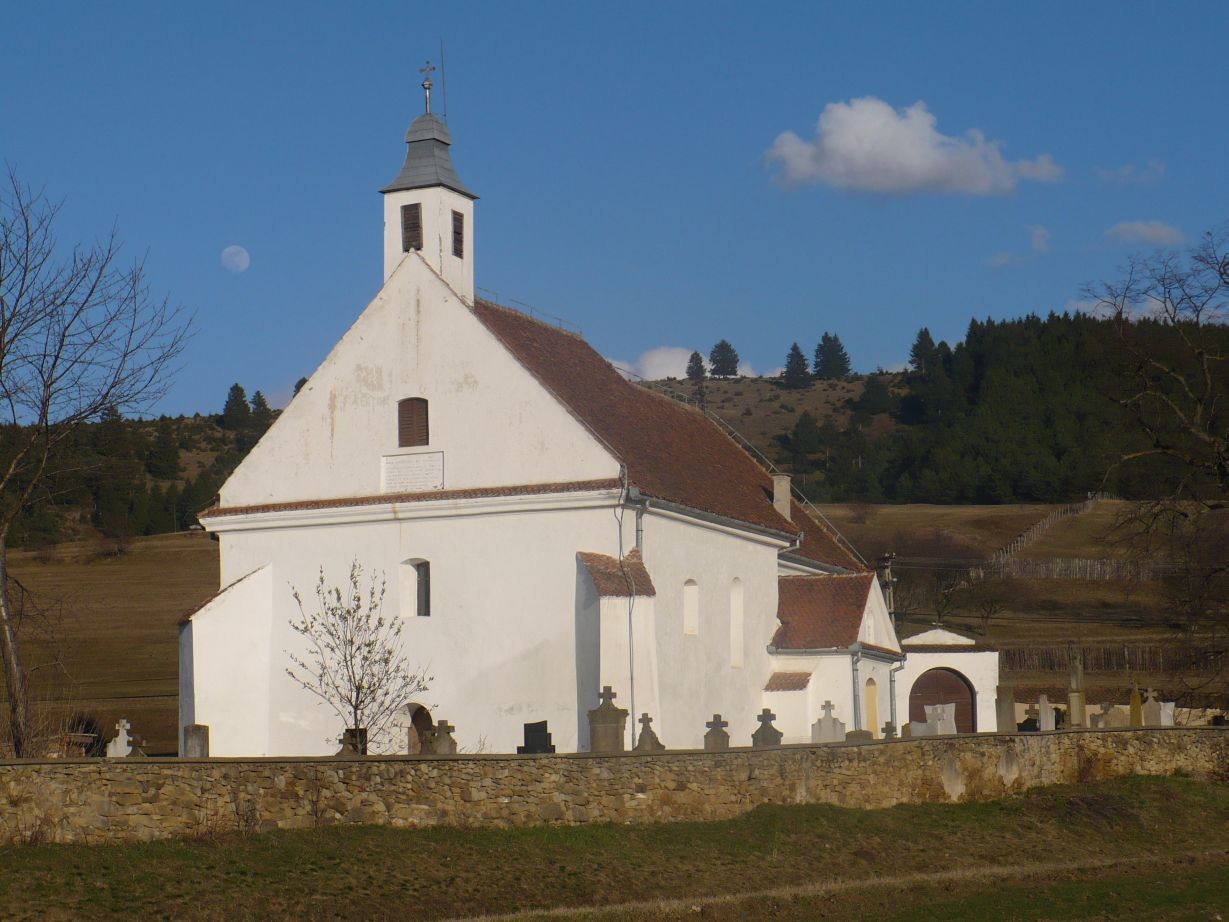